# Dave Smalley

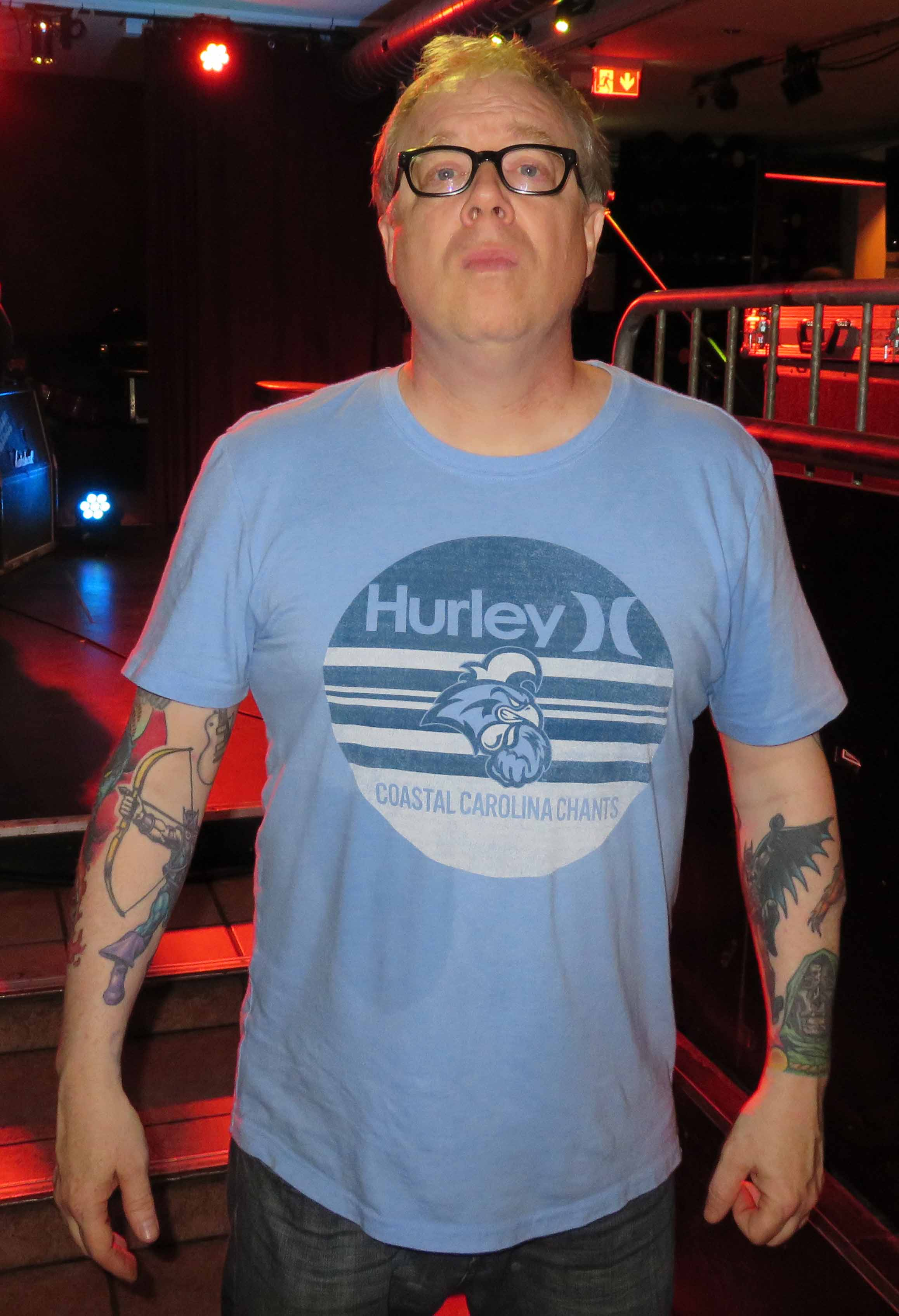
Dave Smalley (2016)

Dave Smalley (* 1963 in Kalifornien) ist ein US-amerikanischer Sänger und Gitarrist, der in verschiedenen Bands aktiv war beziehungsweise ist.

## Leben
Smalley wurde 1963 in Kalifornien geboren. Seine Kindheit verbrachte er in Virginia. Mit etwa 13 Jahren zog er mit seiner Familie für ein Jahr nach Paris. Mit etwa 15 Jahren schloss er sich der Straight-Edge-Bewegung an. Er erwarb einen Bachelorabschluss am Boston College und einen Master in Politik an der California State University. Er arbeitete eine Zeit lang als Lehrer.
1983 gründete Smalley, der zuvor als Roadie für die Bostoner Band SSD tätig gewesen war, DYS, die für die Bostoner Straight-Edge-Szene von signifikanter Bedeutung war. Danach folgte zunächst die Post-Hardcore-Band Dag Nasty, die er 1986 verließ, um in Israel anderthalb Jahre Politologie zu studieren. 1987 war er Mitgründer der Punkband ALL und schließlich 1989 von Down By Law. Um 2000 herum gab er seine Straight-Edge-Lebensweise auf. 2018 kündigte er sein neues Projekt Dave Smalley & The Bandoleros an.
Heute lebt er in Fredericksburg in Virginia, wo er unter anderem für The Free Lance–Star, eine Tageszeitung der Stadt, schreibt. Er tritt auch solo als Singer-Songwriter auf. 2004 veröffentlichte er einen Text auf dem konservativen Portal Conservativepunk.com. 2012distanzierte sich Smalley von dem Text: „Aber ich habe diesen Fehler nur einmal gemacht und bedaure ihn wirklich.“ 2024 wurde bei Smalley eine Krebserkrankung diagnostiziert.

## Diskografie

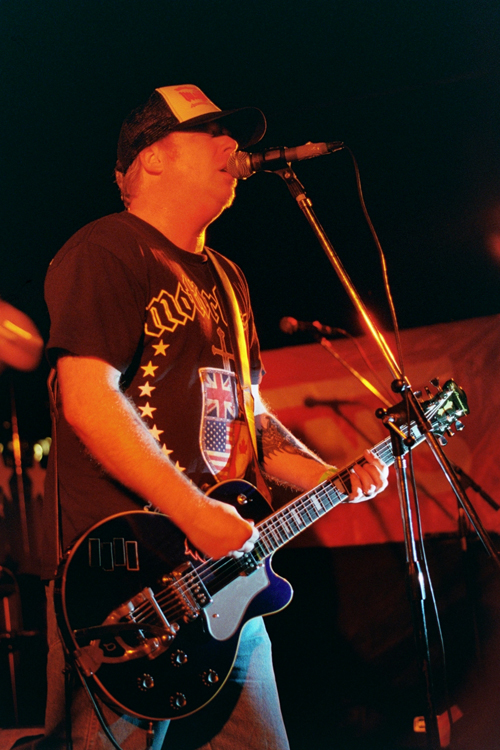
Dave Smalley (2009)

### Mit DYS
- siehe Diskografie

### Mit Dag Nasty
- siehe Diskografie

### Mit ALL
- 1988: Allroy For Prez
- 1988: Allroy Sez…

### Mit Down by Law
- siehe Diskografie

### Mit The Sharpshotters
- 1999: I’m the Face (Split-7’’ mit Lickity Split)
- 2000: Viva Los Guerillas!

### Gastauftritte
- 1985: Negative FX: Same (Backing Vocals)
- 1990: 411: Say It (Thoughts That Feed The Fire) (7’’, Backing Vocals)
- 1990: Chemical People: The Right Thing (Backing Vocals)